# Warramunga desertorum
Warramunga desertorum är en insektsart som beskrevs av Rehn, J.A.G. 1952. Warramunga desertorum ingår i släktet Warramunga och familjen Morabidae. Inga underarter finns listade i Catalogue of Life.